# Dimension Hatröss
Dimension Hatröss è il quarto album della band canadese thrash metal Voivod, prodotto nel 1988 dalla Noise Records.

## Storia
Il disco nasce come concept sulla ipotetica creazione di una nuova dimensione chiamata Hatröss (riferimento al francese atroce); gli otto pezzi descrivono quanto vi succede, deformando e accentuando alcuni temi della dimensione reale nella quale viviamo.

## Copertina
La copertina, come quelle di ogni disco pubblicato dai VoiVod, è un disegno del batterista Away e raffigura Körgull, il creatore della dimensione Hatröss.

## Tracce
Tutte le tracce sono state scritte dai Voivod tranne la cover di Batman di Neal Hefti.
1. Experiment – 6:10
2. Tribal Convictions – 4:52
3. Chaosmongers – 4:39
4. Technocratic Manipulators – 4:35
5. Macrosolutions to Megaproblems – 5:33
6. Brain Scan – 5:08
7. Psychic Vacuum – 3:49
8. Cosmic Drama – 4:54
9. Batman (Neal Hefti) – 1:45

## Formazione
- Denis Bélanger - voce
- Jean-Yves Thériault - basso
- Michel Langevin - batteria
- Denis D'Amour - chitarra